# Ljuben Popov
Ljuben Popov, in bulgaro Любен Попов? (Pazardžik, 28 gennaio 1936), è uno scacchista bulgaro.
Ottenne il titolo di Maestro Internazionale nel 1965.

## Principali risultati
Con la nazionale bulgara ha partecipato a 7 edizioni delle Olimpiadi degli scacchi dal 1962 al 1982, ottenendo 33 punti su 56 partite (58,9%).
Nel 1970 ha vinto a Sofia il campionato bulgaro.
Altri risultati di rilievo:
- 1959 : medaglia d'oro di squadra a Budapest nel campionato del mondo a squadre per studenti;[2]
- 1973 : vince il torneo di Plovdiv;
- 1974 : vince la 16ª edizione (1973-74) del torneo di Capodanno di Reggio Emilia;[3]
- 1977 : vince il torneo di Albena;
- 1980 : medaglia d'oro individuale nel campionato europeo di scacchi a squadre di Skara;[4]
- 1981 : vince il torneo "Banco di Roma".